# Galactographie

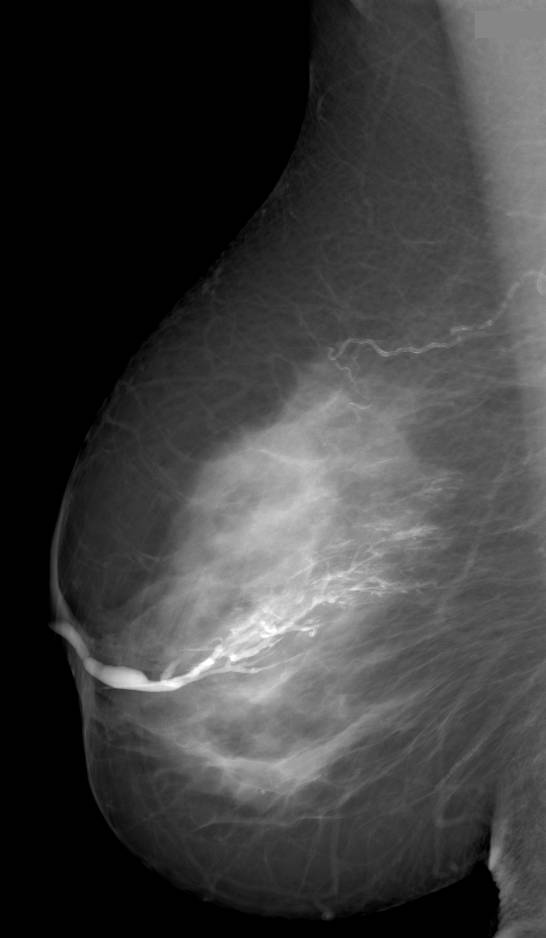
Galactographie sélective des canaux galactophores d'un seul segment.

La galactographie (du grec ancien γαλακτος / galactos, lait et γραφειν / graphein, écrire) est un examen radiologique complémentaire du sein qui permet de visualiser les canaux galactophores.
Il se pratique en injectant un produit de contraste iodé hydrosoluble dans un canal galactophore, puis en réalisant des clichés lors d'une mammographie.
Il est indiqué en cas d'écoulement du sein hors allaitement, en général unipore (écoulement provenant d'un seul pore), constitué de sérum (écoulement séreux) ou d'un mélange de sérum et de sang (écoulement séro-sanglant).
Cet examen permet de mettre en évidence une anomalie à l'intérieur des canaux notamment des images lacunaires, des végétations papillaires intracanalaires multiples pathologiques (tumeur bénigne, papillome).